# Tysklands demografi
Tysklands demografi undersøges af tyske Statistisches Bundesamt (Tysklands statistiske bureau). Ved den første tyske folketælling efter Tysklands genforening den 9 maj 2011 var Tysklands befolkning 80.219.695, hvilket gør Tyskland til det 16. mest folkerige land i verden og det mest folkerige i EU.

## Indbyggere i Tyskland
Ifølge Statistisches Bundesamt havde Tyskland ved slutningen af 2019 en befolkning på 83.167.000 indbyggere, fordelt på 41.038.000 mænd og 42.129.000 kvinder. De 72.769.000 af befolkningen er registreret som tyske statsborgere.  Det var 148.000 flere indbyggere end der blev registreret året forinden. 
Samtidig er det registrerede antal tyske statsborgere i samme periode faldet med 161.000 personer, hvorfor befolkningsoverskuddet skyldes tilflytning udefra.
Statistiches Bundesamt (Destatis) har også opgjort, at 21.246.000 af befolkningen i bredeste forstand har migrationsbaggrund. Dermed forstås, om man selv eller om en af ens forældre er migreret til Tyskland efter 1955.
Udover den lovligt registrerede befolkning bor der også personer illegalt, og personer der ikke har permanent opholdstilladels. Talmæssigt lader det sig i sagens natur ikke opgøre, men det anslås skønsmæssigt. I Clandestino-projektet blev det anslået, at antallet af ”irregulære migranter” i Tyskland i 2008, kunne opgøres til et sted mellem 196.000 og 457.000 personer.Det tyske Bundesamt für Migration und Flüchtlinge's, omfattende migrationsberetning fra 2015 (året hvor Europa blev ramt af store flygtningestrømme) omtaler i afsnit 6 den illegale eller irregulære migration. . De viser en opgørelse baseret på Forbundspolitiets statistik, at der i 2015 var registreret 312.000 mistænkte for ulovligt ophold i landet. I perioden 1994-2004 lå tallet mellem 80-140.000, mens det i perioden fra 2005 til 2014 lå mellem 42-112.000 personer. Til sammenligning har EU-stat i deres opgørelse for 2019 anført, at der i hele EU var fundet 628.000 personer, der opholdt sig illegalt i EU.

## Befolkningssammensætning
Befolkningen er et blandingsfolk med hovedsagelig germanske, keltiske og slaviske rødder. Sprogligt og kulturelt stammer tyskerne fra de gamle germanske stammer. Friserne bor i nordvest, nedersakserne sydvest for Elben og frankerne, alemannerne og bayrerne i de sydlige dele af Tyskland, men også ikke-germanske folk er blevet assimileret i den tyske kultur. Allerede tidligt kom gallere ind i de vestlige og sydlige dele af dagens Tyskland, og gennem indvandring fra øst fra Middelalderen blev stadig flere slaver assimileret. I nyere tid er der kommet mange indvandrere fra Østeuropa, særlig fra det tidligere Jugoslavien, fra Rusland, og fra Tyrkiet.
Før Tysklands genforening i 1990 boede der godt 62 millioner i de 11 gamle delstater i Forbundsrepublikken Tyskland og godt 18 millioner i de fem nye delstater, som udgjorde det tidligere DDR. Der er dog betydelige regionale forskelle i befolkningstætheden. Større befolkningskoncentrationer findes i Nordrhein-Westfalen, Rhein-Main-området omkring Frankfurt, i den nordlige del af Baden-Württemberg og i Sachsen.

## Sprog og religion
Det officielle sprog er tysk. Minoritetssprog som plattysk, frisisk, dansk, sorbisk og Romani er officielt anerkendte, men ikke sidestillede med det nationale sprog.
Før 2. verdenskrig var ca. to tredjedele af den tyske befolkning protestanter og den sidste tredjedel katolikker. Ser man til en vis grad bort fra storbyerne, kan man sige, at befolkningens religiøse tilhørshold har fulgt de politiske grænser, for det var de lokale fyrster, som fastslog, hvilken religion befolkningen skulle have. Det store flertal føjede sig efter, hvad der blev bestemt ovenfra. Kun i mindre grad førte den politiske overstyring til folkeforflytninger. I dag tilhører ca. to tredjedele af den tyske befolkning officielt en kristen kirke, jævnt fordelt mellem protestanter og katolikker (med et lille flertal for de førstnævnte). Protestanter dominerer i nord, mens katolikkerne har deres tyngdepunkt i de sydlige delstater og i de vestligste områder. Her må det indskydes, at Tysklands protestanter ikke alle sammen er lutheranere, men at der også er regionale landskirker med et reformert ("calvinistisk" præg). Der er også opstået protestantiske, evangeliske grupper af nordamerikansk inspiration.

## Ikke-tyske statsborgere
Andelen af befolkningen i Tyskland, der ikke er tyske statsborgere, har været støt stigende, og har medvirket til, at den samlede befolkning ikke er skrumpet. Nedenfor vises en opgørelse over antallet af de største grupper (ca. 100.000 eller flere) af de forskellige statsborgere i den tyske befolkning henover de seneste år. :
|                      | 2019       | 2018       | 2017       | 2016       | 2015      | 2014      |
| -------------------- | ---------- | ---------- | ---------- | ---------- | --------- | --------- |
| Land                 |            |            |            |            |           |           |
| Total                | 11.228.300 | 10.915.455 | 10.623.310 | 10.039.080 | 9.107.893 | 8.152.968 |
| EUROPA               | 7.789.825  | 7.636.615  | 7.507.310  | 7.073.980  | 6.831.428 | 6.394.914 |
| EU                   | 4.882.495  | 4.789.755  | 4.701.290  | 4.279.770  | 4.013.179 | 3.672.394 |
| Bulgarien            | 360.170    | 337.015    | 310.415    | 263.320    | 226.183   | 183.263   |
| Danmark              | 21.720     | 22.215     | 24.910     | 21.165     | 20.828    | 20.495    |
| Frankrig             | 140.290    | 140.900    | 149.025    | 130.915    | 126.739   | 123.281   |
| Grækenland           | 363.650    | 363.205    | 362.245    | 348.475    | 339.931   | 328.564   |
| Italien              | 646.460    | 643.530    | 643.065    | 611.450    | 596.127   | 574.530   |
| Kroatien             | 414.890    | 395.665    | 367.900    | 332.605    | 297.895   | 263.347   |
| Nederlandene         | 151.145    | 151.260    | 154.630    | 149.160    | 147.322   | 144.741   |
| Østrig               | 186.725    | 187.370    | 191.305    | 183.625    | 181.756   | 179.772   |
| Polen                | 862.535    | 860.145    | 866.855    | 783.085    | 740.962   | 674.152   |
| Portugal             | 138.410    | 138.890    | 146.810    | 136.080    | 133.929   | 130.882   |
| Rumænien             | 748.225    | 696.275    | 622.780    | 533.660    | 452.718   | 355.343   |
| Spanien              | 177.755    | 176.020    | 178.010    | 163.560    | 155.918   | 146.846   |
| Ungarn               | 211.740    | 212.360    | 207.025    | 192.340    | 178.221   | 156.812   |
| Nordmakedonien       | 115.210    | 106.555    | 99.435     | 95.570     | 95.976    | 83.854    |
| Serbien              | 237.755    | 231.230    | 225.535    | 223.100    | 230.427   | 220.908   |
| Tyrkiet              | 1.472.390  | 1.476.410  | 1.483.515  | 1.492.580  | 1.506.113 | 1.527.118 |
| Bosnien-Hercegovina  | 203.265    | 190.495    | 180.950    | 172.560    | 167.975   | 163.519   |
| Kosovo               | 232.075    | 218.150    | 208.505    | 202.905    | 208.613   | 184.662   |
| Russiske Føderation  | 232.075    | 218.150    | 249.205    | 245.380    | 230.994   | 221.413   |
| Ukraine              | 143.545    | 141.350    | 138.045    | 136.340    | 133.774   | 127.942   |
|                      |            |            |            |            |           |           |
| AFRIKA               | 600.925    | 570.115    | 539.385    | 510.535    | 429.048   | 363.745   |
|                      |            |            |            |            |           |           |
| AMERIKA              | 296.710    | 283.585    | 271.425    | 259.840    | 251.829   | 245.674   |
| USA                  | 121.645    | 119.645    | 117.730    | 114.145    | 111.529   | 108.845   |
|                      |            |            |            |            |           |           |
| ASIEN                | 2.408.320  | 2.297.970  | 2.184.410  | 2.077.330  | 1.499.178 | 1.075.035 |
| Afghanistan          | 263.420    | 257.110    | 251.640    | 253.485    | 131.454   | 75.385    |
| Kina                 | 149.195    | 143.135    | 136.460    | 129.150    | 119.590   | 110.284   |
| Irak                 | 255.050    | 247.800    | 237.365    | 227.195    | 136.399   | 88.731    |
| Iran                 | 121.835    | 114.125    | 102.760    | 97.710     | 72.531    | 63.064    |
| Syrien               | 789.465    | 745.645    | 698.950    | 637.845    | 366.556   | 118.196   |
| Vietnam              | 99.725     | 96.105     | 92.485     | 89.965     | 87.214    | 84.455    |
|                      |            |            |            |            |           |           |
| Uoplyst og Statsløse | 114.170    | 109.375    | 104.055    | 100.585    | 80.598    | 58.833    |